# Christelijk Gymnasium Sorghvliet
Het Christelijk Gymnasium Sorghvliet, of kortweg Sorghvliet, is een zelfstandig protestants-christelijk gymnasium in Den Haag. De school telt 836 leerlingen in schooljaar 2024-2025. In 2007 was Sorghvliet de beste vwo-school van Nederland volgens Elsevier. en in 2017 werd de school door het blad tot superschool verkozen. Daarmee was het een van de twee vwo-scholen met die titel dat jaar.

## Algemeen
Een lange traditie is de vriendschappelijke rivaliteit die bestaat tussen Sorghvliet en het andere zelfstandige gymnasium in Den Haag, het Haganum. Daarnaast heeft Sorghvliet sinds jaar en dag evenementen als een kerstgala, een Romereis, uitwisselingen, een survivalkamp, een brugklaswerkweek, de sport- en cultuurdagen en filmavonden. Ook worden leerlingen regelmatig aangeboden om mee te doen aan diverse sporttoernooien. Aan het eind van elk jaar wordt een nieuw leerlingenbestuur gekozen uit leerlingen van de 4de (dus het jaar daarop, wanneer zij het leerlingenbestuur zijn, 5de) klas.
De schoolkrant van de leerlingen en enkele leraren van Sorghvliet, heet de Aemulatio Varietate Eget (kortweg AVE) en kent een lange traditie. Verder doet de school mee aan MUN', heeft een techniek-commissie en een prijswinnende debatclub voor en door leerlingen genaamd "Glaucus
Sorghvliet kent ook een oudleerlingenvereniging "Hermes", die het blad Vinculum uitgeeft.
Bekende (oud-)leerlingen van Sorghvliet zijn onder anderen:
- Jozias van Aartsen, oud-minister, oud-fractievoorzitter VVD en oud-burgemeester van Den Haag[2]
- Lodewijk Asscher, politicus, vicepremier
- Laurens Jan Brinkhorst, oud-minister en staatssecretaris
- Laurentien Brinkhorst, prinses der Nederlanden
- Leo van Doeselaar, musicus
- André Donner, rechtsgeleerde
- J.H. Donner, schaker
- Bas de Gaay Fortman, oud-politicus
- Gerard de Groot, advocaat en rechter
- Hans Henkemans, pianist en psychiater
- Edo Hofland, politicus en ambassadeur
- Willem Pieter Hogendoorn, schrijver onder het pseudoniem Tomas Ross
- Daphne Jongejans, schoonspringster[2]
- Edwin Jongejans, schoonspringer[2]
- Gerard Koolschijn, schrijver-vertaler (tevens oud-rector van de school)
- Harry Kuitert, theoloog
- Han Lammers, politicus
- Simon van der Meer, natuurkundige en Nobelprijswinnaar 1984
- Marcella Mesker, tennisster
- Tjit Reinsma, schrijver onder het pseudoniem Nicolaas Matsier
- Rebecca Onderstal, predikant
- Marnix van Rij, oud-voorzitter CDA en staatssecretaris
- Carel Jan Schneider, diplomaat, en schrijver onder het pseudoniem F. Springer
- Morris Tabaksblat, bestuursvoorzitter van Unilever[2]
- Paul van Vliet, Haags cabaretier en ambassadeur van Unicef[3]
- Henk Vroom, godsdienstfilosoof
- Catharina-Amalia der Nederlanden, Prinses van Oranje[1]
- Alexia der Nederlanden, prinses der Nederlanden[4]
- Ariane der Nederlanden, prinses der Nederlanden
- Celine Huijsmans, televisiepresentatrice en nieuwslezeres